# Ібукі (авіаносець)
Ібукі (яп. 伊吹) — японський легкий авіаносець часів Другої світової війни.

## Історія створення
Корабель був закладений як головний крейсер проєкту «Ібукі». Але влітку 1943 року спущений на воду корпус почали перебудовувати в легкий авіаносець.
За проектом «Ібукі» мав типову японську архітектуру: невеликий «острів» по правому борту, одну вигнуту донизу та назад димову трубу. Половину парових котлів крейсера зняли, щоб звільнити місце для додаткових цистерн палива та авіаційного бензину. Корпус обладнали булями для підвищення остійності та посилення протиторпедного захисту. Передбачалось що внаслідок цього, а також через менший тиск пари в турбінах швидкість (порівняно з крейсером) зменшиться на 4 вузли.
Ангар був одноярусний, що обмежувало склад авіагрупи 27 літаками. Ліфтів було два, катапульт не було. Але політна палуба мала великі розміри (205х23 м). Також були відсутні типові для японських авіаносців 127-мм чи 100-мм зенітні гармати. Планувалось встановлення двох радарів.
«Ібукі» перебудовувався в Сасебо з грудня 1943 року по березень 1945 року. Роботи припинили, коли готовність авіаносця становила 80 %. У 1947 році недобудований корабель пішов на злам.